# Henry Bouquillard
Henry Jacques Marie André Bouquillard (Nevers, 18 giugno 1908 – Tilbury, 11 marzo 1941) è stato un militare e aviatore francese, tra i primi ad aderire alle Forces aériennes françaises libres dopo la firma dell'armistizio del 22 giugno 1940. Dichiarato Mort pour la France, fu insignito postumo dell'Ordre de la Libération,  della Croix de guerre 1939-1945 e della Médaille de la Résistance e del titolo di Cavaliere della Legion d'onore.

## Biografia
Nacque il 18 giugno 1908 a Nevers, Dipartimento della Nièvre, figlio di un notaio. Si arruolò nell'Armée de terre nel 1928, assegnato ai Cacciatori delle Alpi, congedandosi con il grado di sergente della riserva.
Attratto dal mondo dall'aviazione, invece di studiare per diventare avvocato, come si aspettava la sua famiglia, al suo ritorno alla vita civile decise di prendere lezioni di volo per divenire pilota di aerei da turismo. Essendo la sua famiglia benestante, fu in grado di acquistare un proprio aereo e si iscrisse a una scuola di volo a Orly, Parigi, gestita dall'aviatrice francese Maryse Bastié. Ottenuto il brevetto di pilota chiese ed ottenne di entrare nell'Armée de l'air, dove raggiunse la qualifica di pilota militare nel luglio 1938.
Allo scoppio della seconda guerra mondiale fu subito mobilitato con il grado di sergente della riserva e assegnato alla scuola di volo di Avord per seguire un corso di aggiornamento, in seguito al quale fu trasferito al corso istruttori di Salon-de-Provence. Destinato al compito di istruttore presentò molte richieste per essere assegnato ai reparti da combattimento, senza successo. Nel maggio 1940 fu trasferito a Marrakech, Marocco, sempre in qualità di istruttore.
Rimasto molto colpito dalla capitolazione della Francia, decise di raggiungere l'Inghilterra e si recò a Casablanca per cercarvi un imbarco. La sua unità lo dichiarò disertore il 7 luglio 1940.
Imbarcatosi clandestinamente sulla nave mercantile Oak Crest, noleggiata dagli inglesi per trasportare le truppe polacche in Gran Bretagna, insieme ad altri aviatori: Daligot, Forsans, Gary e Wainstein, dopo uno scalo a Gibilterra sbarcò a Greenock il 17 luglio 1940. Appena arrivato a Londra, si unì a un gruppo di piloti francesi che cercavano di ottenere un incarico presso una unità di combattimento della Royal Air Force.
Il 30 luglio 1940, con Blaize, Brière, Guérin, Fayolle, de Labouchere, Lafont, de Montbron e Perrin, entrò a far parte della No.1 School of Army Cooperation dove volò sugli aerei da addestramento De Havilland DH.82 Tiger Moth e Hawker Hector. 
Il 19 agosto 1940, dopo un breve corso a Old Sarum e un altrettanto breve periodo trascorso a Odiham, lui, Lafont, de Montbron, Mouchotte e Perrin furono inviati alla No.6 Operational Training Unit a Sutton Bridge, dove volarono sui caccia Hawker Hurricane.  I restanti membri della squadra iniziale vennero assegnati alla No.5 OTU ad Aston Down. 
Dopo il periodo di addestramento, Xavier de Montbron fu assegnato al No.62 RAF Squadron e gli altri quattro al No.245 RAF Squadron di base ad Aldergrove (Irlanda del Nord), dove rimasero solo per una settimana prima di unirsi al No. 615 RAF Squadron a Prestwick il 19 settembre 1940. Il 1 ottobre lui e Perrin lasciarono il No.615 Squadron per unirsi al No.242 RAF Squadron a North-Weald, a nord-est di Londra.
Il 16 ottobre, durante uno scontro con un gruppo di bombardieri tedeschi, danneggiò un Dornier Do 217, mentre il 27 ottobre venne abbattuto sopra Rochester a causa di un combattimento aereo contro due Messerschmitt Bf 109, rimanendo ferito.
Al termine del periodo di convalescenza, il 5 dicembre, ottiene il trasferimento allo No.615 RAF Squadron a Kenley, nel Surrey.
L'11 marzo 1941 venne abbattuto ed ucciso in un combattimento aereo contro due velivoli nemici vicino a Tilbury. Ricopriva l'incarico di "weaver", volando poco sopra la sua formazione con il compito di avvertire in caso di un possibile attacco nemico. Per poter scrutare il cielo doveva continuamente manovrare e, per questo, usare più potenza per non essere distanziato dagli altri aerei. Di conseguenza il velivolo consumava più carburante, rischiando di rimanere senza benzina.
Fu il primo pilota da caccia delle Forces aériennes françaises libres ad essere abbattuto in un combattimento aereo in Gran Bretagna. Inizialmente ricevette sepoltura nel cimitero di Whiteleaf nel Surrey, alla presenza dei compagni di squadrone.
Dopo la fine della guerra, le sue spoglie furono riportate in Francia dove riposano nella tomba di famiglia nel cimitero "Jean Gauthern", a Nevers.
Henry Bouquillard era stato promosso sottotenente il 1 marzo 1941. Compagno della Liberazione, fu uno dei primi cinque membri del Consiglio dell'Ordre de la Libération (29 gennaio 1941) della FAFL.

### Annotazioni
1. ↑  Tale corso aveva certamente lo scopo di verificare l'esattezza delle dichiarazioni rese dagli interessati al loro arrivo in Gran Bretagna.
2. ↑  Gli altri erano il comandante della marina Georges Thierry d'Argenlieu, nominato cancelliere, il governatore Félix Eboué, l'ufficiale di marina mercantile Edmond Popieul, e il tenente Emmanuel d’Harcourt.

### Fonti
1. 1 2 3 4 5 6 7 8 9 10 11 12 13 14 15  Charles de Gaulle.
2. 1 2  Ordre de la Liberation.
3. ↑  Les Français Libres, de juin 1940 à juillet 1943.
4. 1 2 3 4 5 6 7 8 9  The Battle of Britain.